# Большой Пшиш
Большой Пшиш — река в России, протекает по Туапсинскому району Краснодарского края. Устье реки находится в 258 км от устья реки Пшиш по левому берегу. Длина реки — 12 км, площадь водосборного бассейна — 45 км².

## Данные водного реестра
По данным государственного водного реестра России относится к Кубанскому бассейновому округу, водохозяйственный участок реки — Пшиш. Речной бассейн реки — Кубань.
Код объекта в государственном водном реестре — 06020001212108100005126.